# Dusona inclivata
Dusona inclivata là một loài tò vò trong họ Ichneumonidae.